# اسلوان (نوادا)
اسلوان (به انگلیسی: Sloan) یک منطقهٔ مسکونی در ایالات متحده آمریکا است که در شهرستان کلارک، نوادا واقع شده‌است. اسلوان ۱۰۵ نفر جمعیت دارد.